# Saint-Laurent-Lolmie
Saint-Laurent-Lolmie è un comune francese di 202 abitanti situato nel dipartimento del Lot nella regione dell'Occitania.

## Società

### Evoluzione demografica
Abitanti censiti